# Tremañes
Tremañes es un barrio del distrito Oeste y también una parroquia de Gijón, Asturias. El barrio destaca por su gran tamaño y presencia industrial.

## Toponimia
Se cree que el origen del topónimo de Tremañes podría ser la expresión latina inter ambos amnes ‘entre ambos ríos’, aunque no existe consenso entre los filólogos al respecto.

## Demografía
Desapareció del nomenclátor en 1981. En 1994 tenía una población de 3.411 habitantes y en 2018 contaba con 2 544.

## Ubicación y comunicaciones

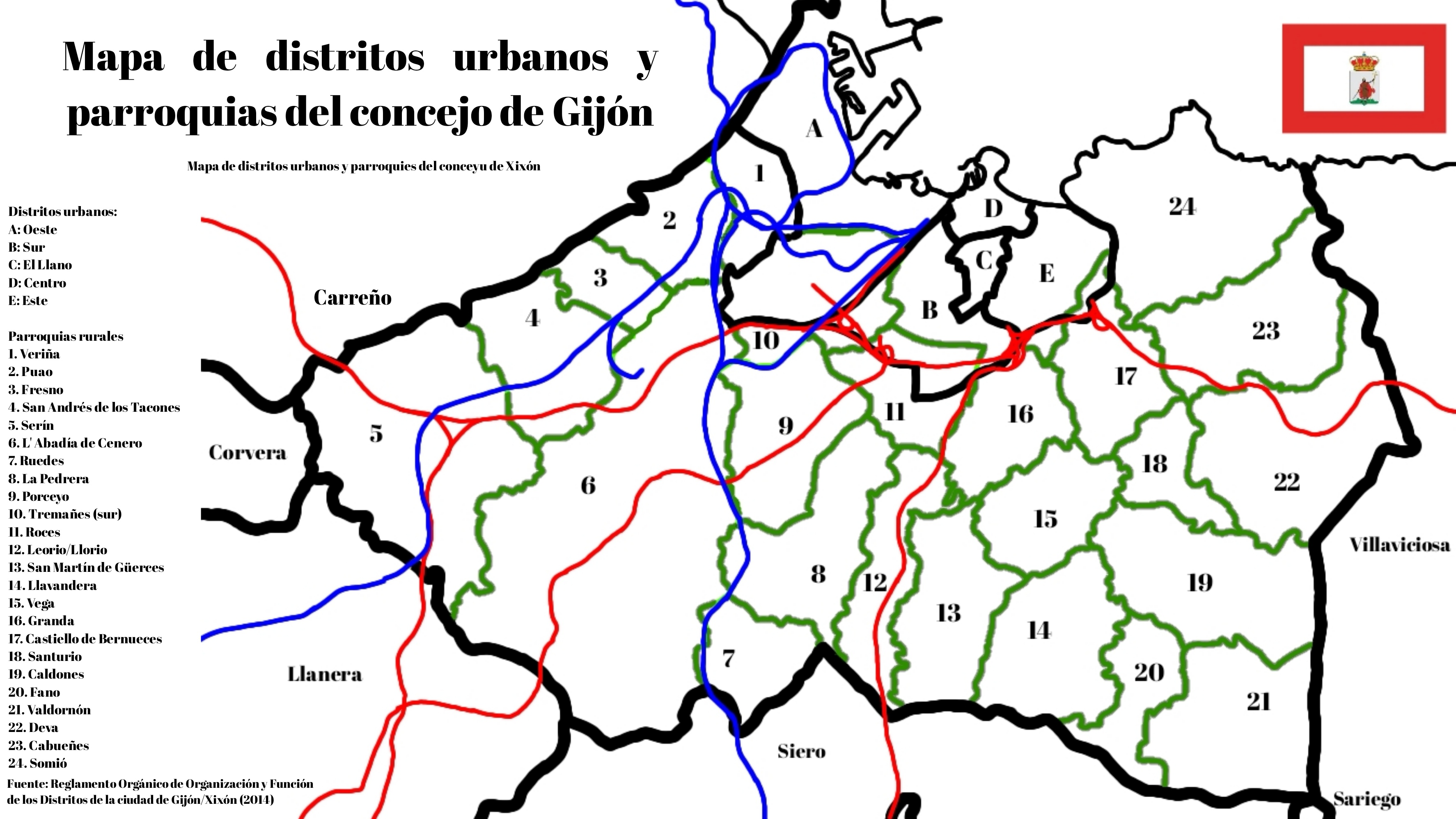
Tremañes es un barrio del distrito Oeste y a su vez una parroquia (10)

Es el barrio más grande de la ciudad, situada entre el casco urbano y la factoría de ArcelorMittal. Por Tremañes discurre el río Pilón, que desemboca en un colector enfrente de la comisaría de la Policía Nacional, en el parque de Moreda.
Sus límites están condicionados al norte por las vías de ancho ibérico, al este por la avenida del Príncipe de Asturias y al sur por las autovías A-8 y GJ-81, siendo el cruce de ambas el punto de partida de la GJ-10. Esta carretera espera la ampliación de una de sus partes de tal manera que posiblemente acabe llamándose GJ-20. La GJ-10 además atraviesa a Tremañes por la mitad, sin ser la única «brecha» de la morfología del barrio, puesto que por el discurren 2 vías de ancho métrico en superficie. Estas vías incluyen 3 apeaderos denominados: Centro de Transportes, Tremañes y Tremañes I. Recibiendo tráfico de Renfe Cercanías AM.
El ferrocarril de la Camocha circulaba antes por el barrio, uniéndose a la Estación de Centro de Transportes, actualmente está reconvertida en la vía verde de La Camocha.
La operadora EMTUSA, que cuenta con su sede en el barrio, opera las líneas 14, 25 y 36.

## Historia

### Marquesado de Tremañes
Tremañes estaba en los terrenos del Marquesado de Casa Tremañes, título nobiliario concedido a José María de Tineo y Ramírez de Jove en octubre de 1745 por Felipe V. El palacio de la familia se ubica en el barrio de Santa Bárbara. Hasta el siglo XIX la parroquia llegaba hasta el mar y en sus límites se incluía el hoy barrio urbano de El Natahoyo.

### Barrio industrial
Tremañes era una parroquia rural, con una morfología de aldea aunque con algunas quintas de gran tamaño como la de Valle, Juliana o doña Ramonita. Sin embargo, en 1956 se publica la Ley de Usos del Suelo, en donde la parroquia aparece como suelo industrial y se venden terrenos en grandes lotes para la construcción en los 1960 y 1970 de los polígonos industriales. La construcción de las distintas líneas de ferrocarril sobre 1950 y su cercanía a la siderúrgica de Veriña ha provocado que sea la parte del concejo con mayor densidad de instalaciones industriales, ocupando una gran parte del mismo. Destacan los polígonos Bankunión I, Bankunión II, Promosa, Maximino Vega y Mora Garay.
Entre 1987 y 1992 se construyó el Centro de Transportes de Gijón y en 2007 se amplió, es el pilar fundamental de la logística gijonesa. Próximo a este, se halla la sede de EMTUSA, que tras su construcción en 2009 alberga las cocheras, talleres y oficinas de la empresa de transporte público.
La empresa mixta Sogepsa desarrollaría sobre 2015 otro polígono en el sur del barrio, el parque empresarial Lloreda.

### Zonas residenciales
En Lloreda, INUESA construiría en 1957 el Poblado de la Juvería, una serie 14 bloques y 224 viviendas obreras. Recientemente los bloques fueron reformados.

## Equipamientos
La principal zona poblada es la parte central de Tremañes, que incluye promociones inmobiliarias recientes. Es en esta área donde están los equipamientos públicos más destacables: el CP Tremañes, una pista polideportiva municipal, el Consultorio Local de Tremañes y varias zonas verdes. También está la sede de la Asociación de Vecinos San Juan Bautista, que recibe su nombre de la iglesia de San Juan Bautista, de característico diseño tradicional asturiano y principal iglesia del barrio. 
La otra zona, en el poblado de Lloreda, cuenta con la capilla de Lloreda, un polideportivo y el campo municipal de Lloreda, donde juega la Asociación deportiva Lloreda, fundada en 1960.

## Sitios y lugares
Tremañes alberga los siguientes sitios y lugares:
- El Plano
- La Quintana
- La Xuveria
- Les Cases de Pinón
- El Pontón
- La Muria
- Lloreda